# St. Maria (Jossa)
| St. Maria in Jossa auch genannt Schlingenkapelle |                    |
|                                                  |                    |
| Ort                                              | Jossa              |
| Konfession                                       | römisch-katholisch |
| Diözese                                          | Fulda              |
| Patrozinium                                      | Maria Himmelfahrt  |
| Bautyp                                           | Saalkirche         |
| Funktion                                         | Wallfahrtskapelle  |

St. Maria ist eine römisch-katholische Wallfahrtskapelle in Jossa, einem Ortsteil der Gemeinde Hosenfeld im Landkreis Fulda in Hessen.

## Geographische Lage
Das Kapellengebäude befindet sich unweit der Landesstraße L 3079 an der „Schlingenmühle 3“ und wird von der Filialkirche St. Rochus Jossa verwaltet. Die Kapelle ist in der Region eher bekannt unter dem Namen „Schlingenkapelle“ und liegt zwischen den Ortschaften Poppenrod und Jossa, unweit der Hauptstraße, die beide Dörfer miteinander verbindet.

## Geschichte
Die Anfänge der Schlingenkapelle (St. Maria) sind zeitlich nicht genau datierbar, reichen aber etwa bis in die letzten Jahre des Dreißigjährigen Krieges 1618–1648 zurück. Die mögliche Existenz der Schlingenkapelle vor dieser Zeit ist nicht belegbar.
Ihr heutiges Erscheinungsbild erhielt die kleine Saalkirche mit ihrem Satteldach und dem schlanken Dachreiter im Jahre 1703 unter Fürstabt Adalbert von Schleifras. Sie steht unter dem Patrozinium der Gottesmutter und ist deren Himmelfahrt geweiht (Fest am 15. August).

### Zeittafel
- 1454 wird der Name „Nidern Sylings“ in der Lehensurkunde des Abtes Reinhard von Fulda an das nahe gelegene Kloster Blankenau (1331–1579) erwähnt. Die Heimatforschung deutet diesen Namen des damaligen bäuerlichen Anwesens „Stylings“ durch Veränderungen im Sprachgebrauch über Jahrhunderte zu „Schlingen“.
- Um 1650 wurde durch den Dechant und den Adeligen von Bucholtz aus Großenlüder ein erster Kapellenbau angeregt und mit einem kleinen Vesperbild der „schmerzhaften Muttergottes“ aus dem 15. Jahrhundert (auch Gnadenbild oder Pieta genannt) ausgestattet.
- 1656 waren im Opferstock und in der Bewertung der Naturalien aus dem Opfererlös der Kapelle beträchtliche 3 ½ Gulden zu verzeichnen.
- 1660 wurde aus dem Fonds der Opfergaben ein Geldverleihgeschäft aus Hosenfeld übernommen, das sich später als beträchtliche  Einkommensquelle erwies.
- Mit 1669/70 ist das älteste aufgefundene Rechnungsheft über die Finanzmittel der Kapelle datiert.
- 1700/01 wurde über eine jährliche Entlohnung der beiden Heiligenmeister der „Schlingenkapelle“ für ihre Verwaltungsarbeiten von je 10 Gulden berichtet.

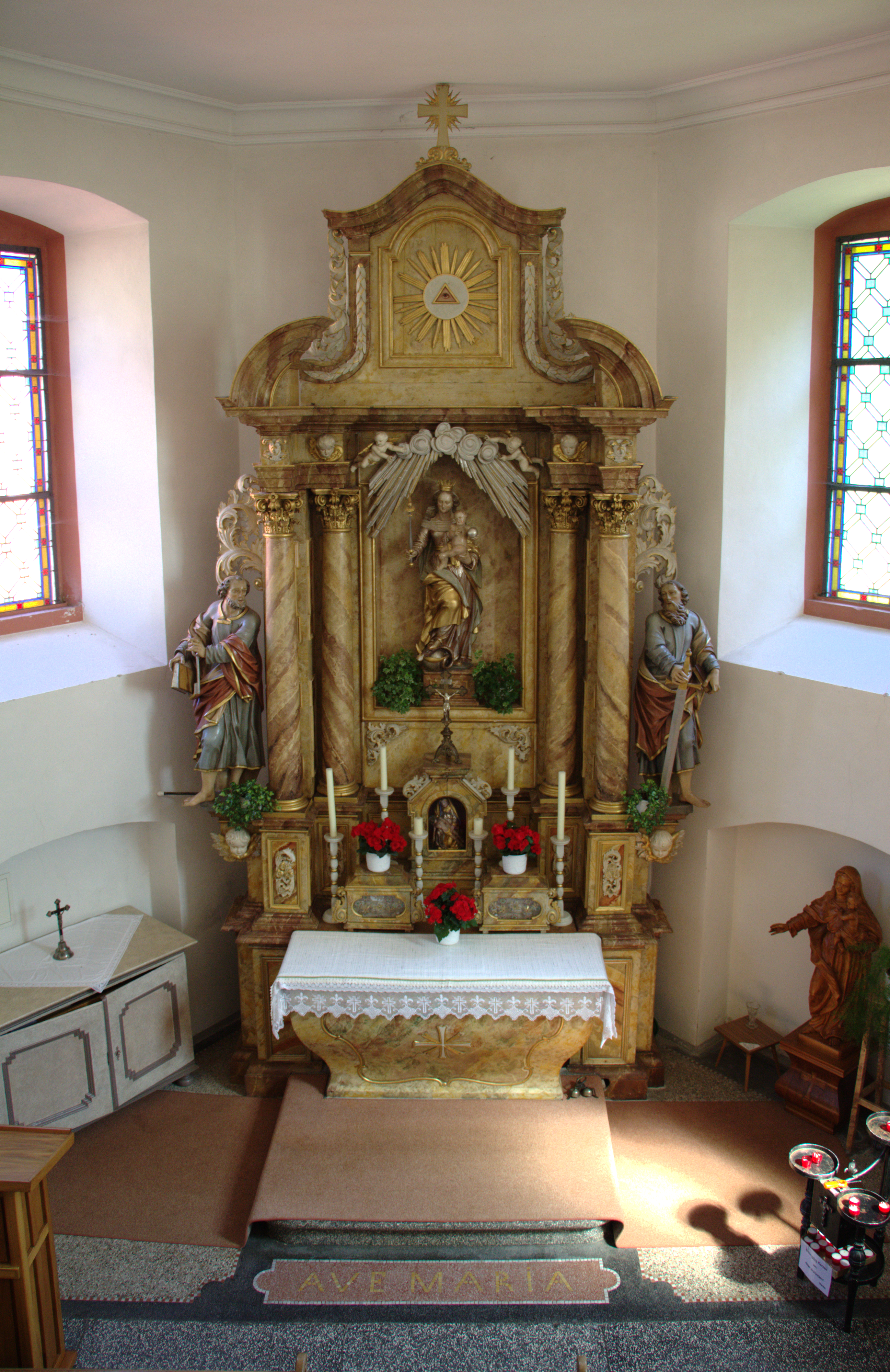
Hochaltar der Wallfahrtskapelle mit Gnadenbild

- 1703–1704 erfolgte der Bau der jetzigen Schlingenkapelle, die zur Pfarrei Hosenfeld gehört. Architekt und Baumeister war der Franziskanerbruder Anthonius Peyer, der aus Tirol stammte. Peyer war auch Baumeister 1699  an der Klosterkirche in Hammelburg (Altstadt), 1700 an der Propstei Blankenau, 1701 an der Propstei Thulba und 1702–1704 an der Domdechanei Fulda, bevor er am 25. Oktober 1704 im Alter von 31 Jahren verstarb. Im Sommer 1704 konnte er noch die Bauarbeiten abschließen.
- 1813 wurde die Eichenholzdecke erneuert.
- 1820 wurde der Turm neu gebaut. 10.000 Spitzbretter wurden vom Spitzbrettmacher H. Schäfer gefertigt und angebracht.
- 1860 erfolgte die Erneuerung der Sandsteintreppe vor dem Kapellenportal.
- 1868 wurde eine neue Glocke mit dem Schlagton F installiert.
- 1950 wurde die aus 1770 stammende und im Zweiten Weltkrieg 1942 eingeschmolzene Glocke ersetzt. Die neue Glocke im Schlagton As erhielt die Inschrift „Schmerzhafte Mutter Gottes, bitte für uns“.
- 1953 folgte eine vollständige Innenraumsanierung.
- 1958 waren Reparaturarbeiten am Turm und die Neuverschindelung erforderlich.
- 1960 wurde der Außenputz erneuert.
- 1993/1994 gab es eine größere Sanierung.